# 托馬斯·赫爾威斯
托馬斯·赫爾威斯（英語：Thomas Helwys）（约1575年—1616年）是浸信會的主要创始人之一。他於1575年出生於英格蘭諾丁漢附近，赫爾威斯的父親其信仰之信念傾向清教徒，後來父親過世後，赫爾威斯更深受父親信仰信念影響，婚後的他常接待幫助激進派的清教徒，提供自己的住處作為他們的護庇所，甚至以經濟支援他們大使命的行動。

## 信仰歷程
十六世紀期間，英國國教與羅馬天主教衝突，信徒看見教會受政治壓制產生牽制惡果，認為教會應該大力改革。只要與英國國教及羅馬天主教教義不同，都被視為「異端」，在信仰與實踐上的迫害及恐怖的統治下，1607至1608年間赫爾威斯與約翰·史密斯（John Smyth）帶領一群信徒遷移到荷蘭的阿姆斯特丹，荷蘭給予寬容的宗教自由，1609年在荷蘭阿姆斯特丹建立第一間英文浸信會，所有跟隨的信徒都重新接受全身浸入水中浸禮，浸禮成為信徒重新見證信仰，是重要的信念，卻反對嬰兒浸禮，雖是浸水禮，卻不是源自重洗派。因此，赫爾威斯被認為是浸信會創始人之一。受史密斯影響，他後來成為分離主義的忠堅成員，至死不渝。這群來自與英國國教不同政見的異議者，其在信仰和其他事項上存異議。他們反對國家干預宗教事務，且建立自己的教堂、教育機構、社區。在荷蘭時，他們向門諾派信徒租借場地作為教會，浸信會有一些信徒接受門諾派的教義，但是赫爾威斯與史密斯沒有接受，後來因史密斯想要歸屬於門諾下的一個支派，赫爾威斯就與史密斯分開。

## 信仰主張
赫爾威斯強調宗教自由、教會與國家分離（稱為分離主義）。在阿姆斯特丹建立浸信會後三年，赫爾威斯帶領這群新建立的信徒回到英國（英格蘭），1612年在倫敦建立第一個英國的浸信會，該教會的神學採納了史密斯所採納的亞米念神學，後來被稱為普遍浸信會（General Baptist）（普及救恩的浸信會有別於加爾文神學所主張的「特殊」的救贖觀），因為他們確信基督的救贖乃是普遍的，是為所有的人，赫爾威斯為其牧師。

## 著作及結局
浸信會第一個會堂雖是在荷蘭的阿姆斯特丹建立，但其教義是在回到英國後才開始建立信仰的基礎及發展的方向。《浸信會認信書》是浸信會最早制定的《信仰宣言》，這信仰自白是在其他信徒的協助下由赫爾威斯制定的，共有27條。後來赫爾威斯也寫了三本重要的論述，從這三本論述可以看出赫爾威斯的立場，從其中之一得知與門諾派的差異，第一本亞美尼亞主義的論點，是早期教會神學共識的墾荒–提到救贖的條件、贖罪橋樑是基督、聖靈的能力成全、恩典從上帝而來，人的意志會左右、但至終要回到聖經作為根據等等。第二本是《關於罪惡奧秘的簡短聲明》，在《罪惡的奧秘》該書認為，史密斯等分離主義領導人將他們的教會帶到海外以逃避迫害是錯誤的，他們應該返回英國。此書強調捍衛宗教自由宣言，每個人的權利。第三本《對宗教的迫害進行審判和譴責》，這是1616赫爾威斯在世上最後的著作了。赫爾威斯「宣導宗教自由，教會與國家分離，寬容無神論者、外教人、其他信仰者」，他將其著作中的一本送給詹姆士一世國王，並附上一張手寫的銘文，「主張良心自由」。赫爾維斯說：「國王是一個凡人，而不是上帝，自己也難逃一死，因此他沒有權力控制臣民的生命，制定法律和法令去管制他們，並為他們設置屬靈的上議院」。這成為一句歷史名言，記錄於無數的浸信會認信文上，更烙印在浸信會會眾心中。因發表「宗教自由及效忠上主勝於效忠君王」的言論被逮捕入獄，後來死在監獄中。